# 林器之
林器之，福建侯官縣（今屬福州市）人。明初官員。
洪武四年（1371年）辛亥，明朝首開會試，林器之考中吴伯宗榜三甲進士。官山東文登縣縣丞。